# Якоб Фридрих фон дер Остен
Якоб Фридрих фон дер Остен (на немски: Jakob Friedrich von der Osten; * 10 август 1717; † 5 март 1796) е кралски датски генерал-лейтенант, командант на Копенхаген.
Той е син на Ото Фридрих фон дер Остен (1659 – 1728), кралски датски генерал-майор, командир на крепостта Дронтхайм в Норвегия, и Маргарета фон Вибе (1683 – 1763), приорин на манастир Харбо, дъщеря на вице-щатхалтера на Норвегия Йохан Вибе (1637 – 1710). Внук е на Отто Кристоф фон дер Остен (1630 – 1673) и праправнук на Фридрих фон дер Остен (1529 – 1609).
Брат е на Ото Кристофер фон дер Остен (1707 – 1773), кралски датски генерал-лейтенант, Йохан Вибе фон дер Остен (1708 – 1800), генерал-майор и командир в Норвегия, Улрик Фердинанд фон дер Остен (1710 – 1768), кралски датски майор, и Кристиан Улрик фон дер Остен (1724 – 1790), кралски датски генерал-майор.
Якоб Фридрих фон дер Остен става на 16 юни 1729 г. кадет в датската войска. На 27 февруари 1736 г той е сухопътен лейтенант. На 11 април 1740 г. той е изместен в гренадирския корп. Той става на 5 май 1740 г. секонде-лейтенант и на 11 септември 1744 г. премиер-лейтенант. На 31 март 1751 г. той става хауптман. На 2 декември 1762 г. той е повишен на полковник-лейтенант.
На 24 септември 1768 г. той е изместен в сухопътния регимент в Ютландия. На 4 септември 1772 г. той става полковник и на 1 юли 1774 г. е полковник и шеф на сухоптния регимент в Олденбург. Той става на 6 декември 1780 г. генерал-майор. На 12 май 1784 г. той командант на Копенхаген и трябва да напусне своя регимент. На 7 януари 1785 г. той е освободен в пенсия като генерал-лейтенант. На 5 януари 1790 г. пенсията му е 1800 талер годишно.

## Фамилия
Якоб Фридрих фон дер Остен се жени на 7 март 1747 г. за Улрика фон Фрьолих (* 5 август 1722; † 14 октомври 1748), дъщеря на генерал-лейтенант Йохан Фредерик Фрьолих (1681 – 1757) и Хилеборг Витборг (Ветберг). Те имат децата:
- Йохан Ото фон дер Остен (1747 – 1821), кралски датски полковник-лейтенант, женен за Елизабет Кристина Селмер
- Ото Фридрих фон дер Остен (* 14 октомври 1748; † 16 май 1818), кралски датски генерал-майор, женен I. на 1 април 1775 г. за Ингеборг Едингер (* 1 април 1749; † 19 февруари 1796), II. на 27 декември 1799 г. за Доротея Магдалена фон Шарфенберг (* 1781; † 18 юни 1862)

Якоб Фридрих фон дер Остен се жени втори път на 18 декември 1753 г. за София Шарлота фон Вицлебен (1727 – 1756). Бракът е бездетен.
Якоб Фридрих фон дер Остен се жени трети път на 27 февруари 1761 г. за графиня Емилия Шарлота фон Холщайн (* 24 април 1737; † 2 декември 1782), дъщеря на граф Кристиан Детлев фон Холщайн-Холщайнборг (* 6 март 1707; † 20 май 1760) и Катарина Елизабет фон Холщайн (* 30 август 1712; † 8 март 1750). Те имат син:
- Кристиан Дитлев фон дер Остен (1761 – 1794), кралски датски хауптман.